# Brontomerus
Brontomerus is een geslacht van plantenetende sauropode dinosauriërs, behorend tot de groep van de Macronaria, dat tijdens het vroege Krijt leefde in het gebied van het huidige Utah. De enige bekende soort is de typesoort Brontomerus mcintoshi.

## Vondst en naamgeving
In september 1994 en maart 1995 groef een team van het Sam Noble Oklahoma Museum of Natural History onder leiding van Richard Cifelli en James Kirkland in de Hotel Mesa Quarry in Grand County, Utah fossielen op van sauropoden. Die werden in 1997 door Kirkland gemeld en door hem gezien als vergelijkbaar met Pleurocoelus, de enige toen benoemde sauropode van eenzelfde ouderdom uit Noord-Amerika. De vindplaats was eerder ontdekt door commerciële fossielenjagers en door deze bijna geheel leeggeroofd. De meeste botten van wat oorspronkelijk vrij complete specimina moeten zijn geweest, waren zo verdwenen; sommige stukken werden aangetroffen terwijl ze een oud zeil op zijn plaats hielden dat over een uitgraving was gespannen. De opgravingen van wat over was, namen zo slechts enkele dagen in beslag. De resten kregen in het natuurhistorisch museum van Oklahoma lange tijd geen aandacht totdat ze vanaf 2007 bestudeerd werden door de Brit Michael Taylor die erop opmerkzaam was gemaakt door Mathew Wedel.

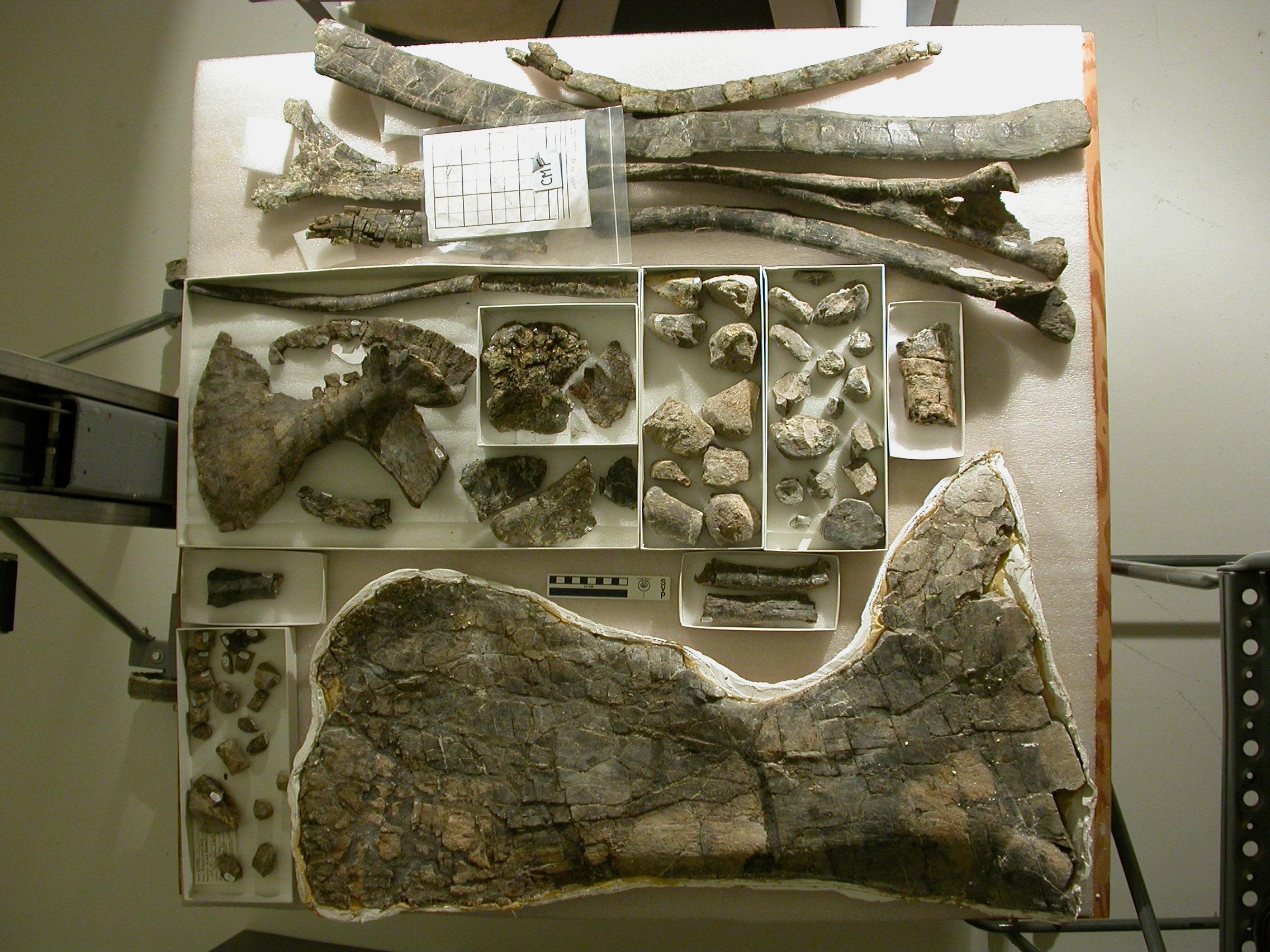
Het complete fossiele materiaal van Brontomerus; duidelijk is te zien dat het bekken van een kleiner individu is dan het schouderblad onderaan

In 2011 benoemden en beschreven Cifelli, Taylor en Wedel de fossielen als de typesoort Brontomerus mcintoshi. De geslachtsnaam is afgeleid van het Klassiek Griekse brontè, "donder", en meros, "dij", een verwijzing naar de krachtige dijbeenspieren. De soortaanduiding eert John Stanton McIntosh, de nestor van het sauropodenonderzoek in Amerika. In het beschrijvende artikel namen de auteurs een illustratie op van hun collega Francisco Gascó die naar hun aanwijzingen een driedimensionale computerreconstructie schiep waarmee het dier in allerlei posities afgebeeld kon worden.
Het holotype, OMNH 66430, is gevonden in lagen van de Ruby Ranch-afzetting van de Cedar Mountain-formatie die dateren uit het Aptien-Albien. Het bestaat uit een linkerdarmbeen. Verder zijn andere botten aan de soort toegewezen: OMNH 66429, een wervellichaam van een ruggenwervel; OMNH 61248, een middelste of achterste staartwervel; OMNH
27794, een stuk wervellichaam van een achterste staartwervel; OMNH 27766, een achterste rechterib; OMNH 27761, een linkerschouderblad en OMNH66431 met OMNH66432, twee borstbeenderen. Daarnaast is nog een groot aantal kleinere fragmenten gevonden; in totaal is ongeveer 10% van de skeletelementen bekend. Al deze elementen zijn niet in verband gevonden en niet van een enkel individu afkomstig. Het is zelfs niet zeker of ze allemaal aan hetzelfde taxon toebehoorden. Veel botten zijn sterk platgedrukt. Er waren minstens twee exemplaren aanwezig, een groot en een klein. Taylor heeft gespeculeerd dat het om een moeder met jong zou kunnen gaan.

## Beschrijving

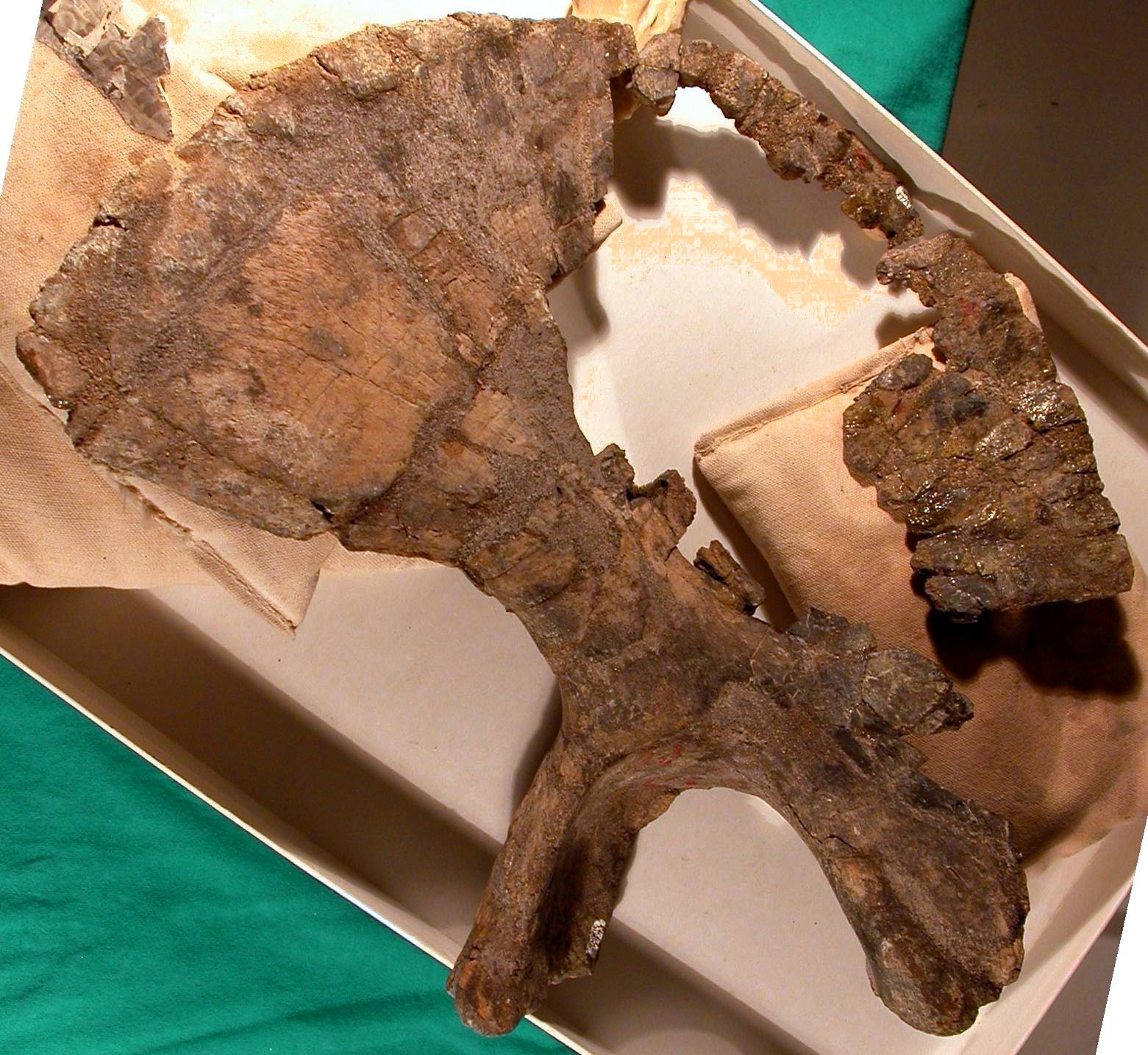
Het unieke darmbeen in de reconstructie door de beschrijvers. De rand boven het ontbrekende gedeelte middenin is een apart fragment

Brontomerus is een vrij kleine sauropode. De lengte van het grootste exemplaar lag horizontaal gemeten ongeveer tussen de tien en twaalf meter, met een wervelkolomlengte van veertien meter wat wijst op een gewicht van zo'n zes ton. Het kleinere exemplaar moet tussen de vier en vijf meter lang zijn geweest met een gewicht van rond de tweehonderd kilogram.

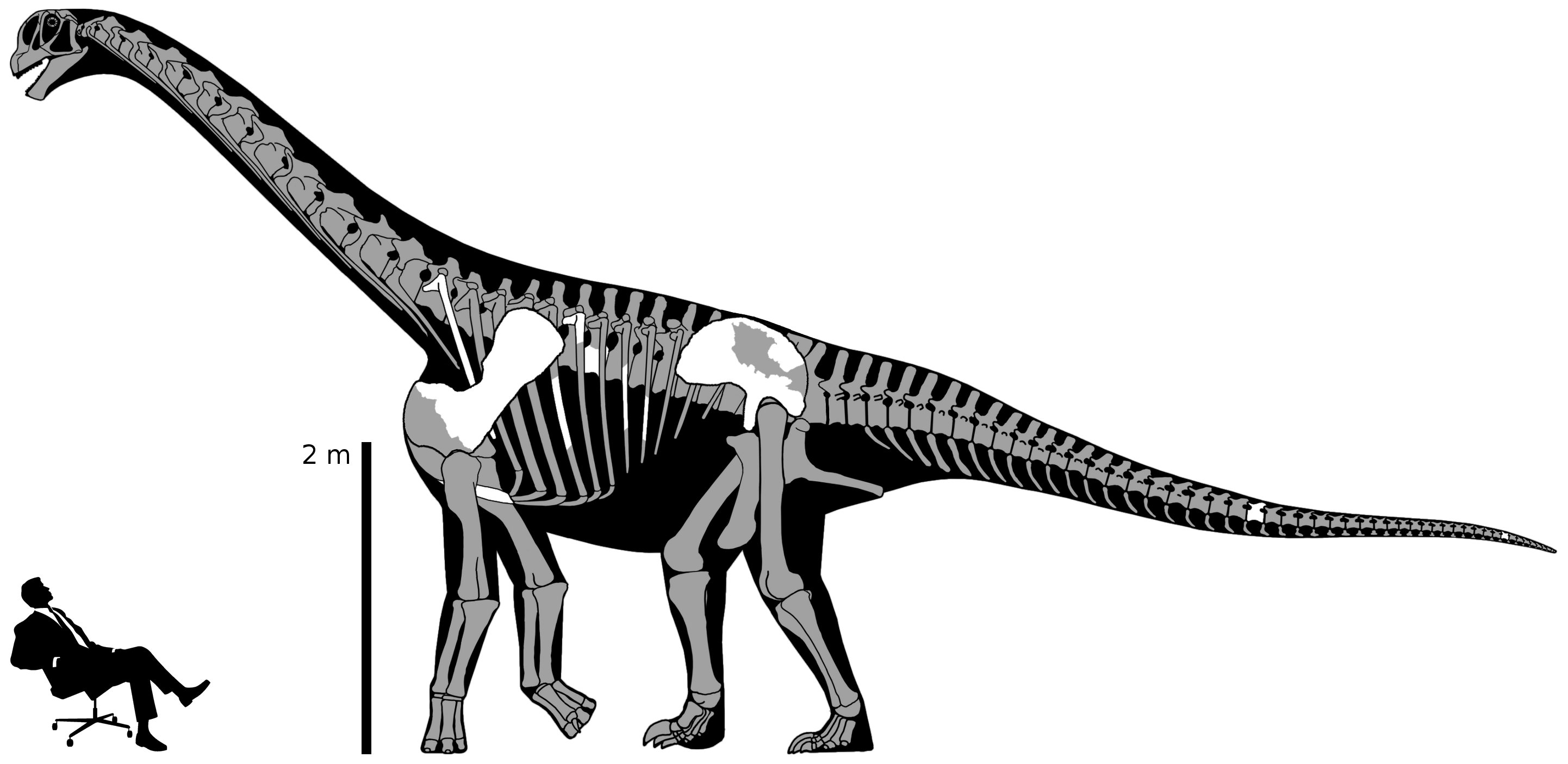
Een diagram van het skelet

Het holotype, het linkerdarmbeen, is van het kleinere exemplaar en heeft een lengte van 405 millimeter. Het onderscheidt zich door de volgende vijf unieke afgeleide eigenschappen, autapomorfieën. Het voorblad beslaat 55% van de totale darmbeenlengte, meer dan bij enige andere bekende sauropode. Dit voorblad wijst schuin naar voren en maakt daarbij een hoek van 30° met de middenlijn; het is plat en verticaal georiënteerd. Het achterblad daarentegen is extreem gereduceerd, zodanig dat het nauwelijks verder reikt dan de achterkant van het heupgewricht. Het aanhangsel van het darmbeen dat dient als verbinding met het zitbeen is gereduceerd tot een lage uitbolling. Het darmbeen is hoger dan bij enige andere bekende sauropode: de hoogte bedraagt 52% van de lengte, terwijl het tot nu toe vastgestelde maximum van deze waarde 45% was.

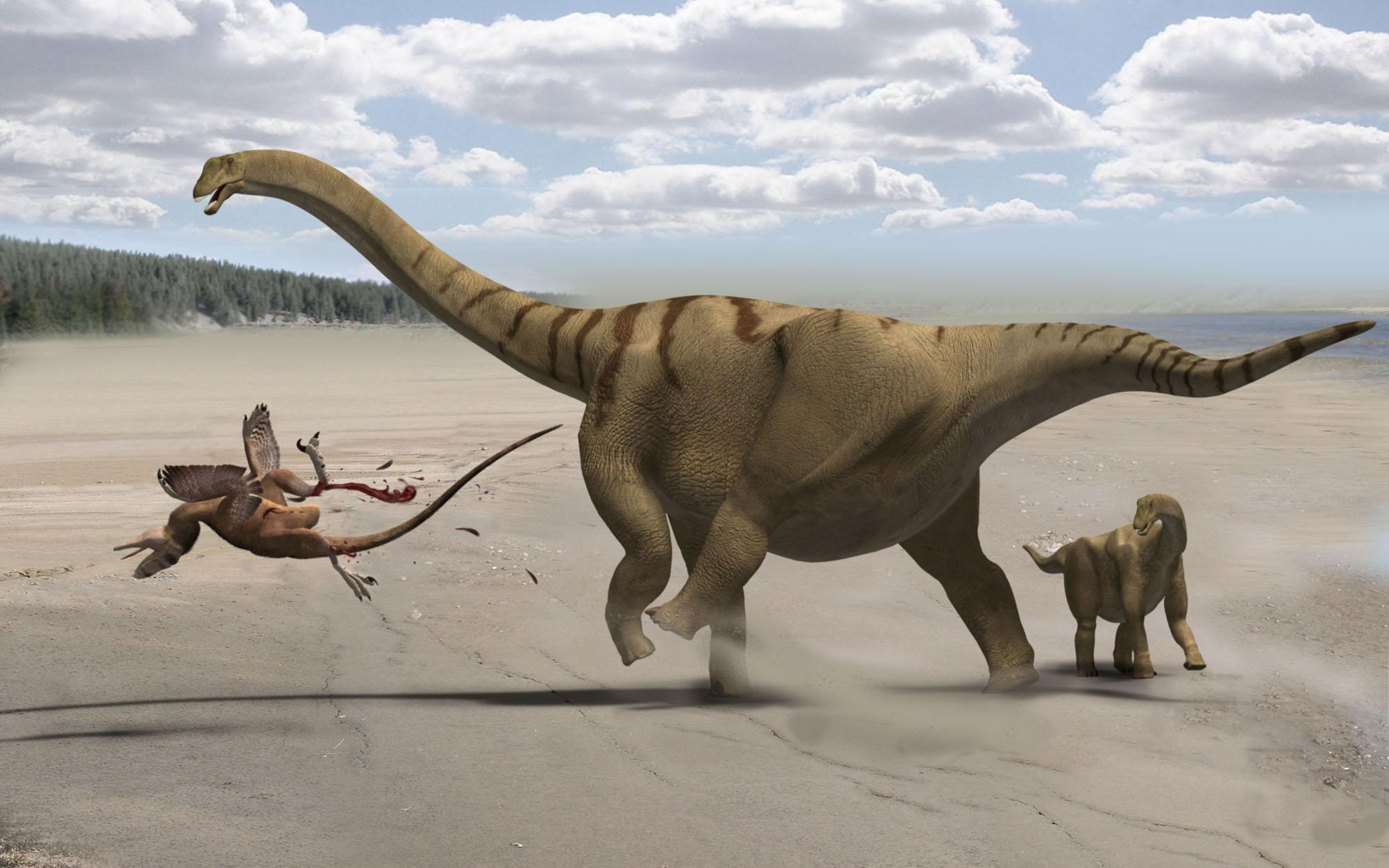
Brontomerus verkoopt Utahraptor een doodschop in een illustratie door de paleontoloog Francisco Gascó

Mochten de andere elementen inderdaad aan Brontomerus toebehoren dan kunnen nog verdere onderscheidende kenmerken vastgesteld worden. De ruggenwervels hebben grote kamervormige uithollingen. De voorste en achterste gewrichtsuitsteeksels van de achterste middelste staartwervels zijn verlengd, waarbij de gewrichtsfacetten van de achterste uitsteeksels onder het niveau van de schacht van het uitsteeksel geplaatst zijn. De eerste rib van de borstkas heeft verbrede naar boven gerichte gewrichtsfacetten, een zijdelings naar buiten buigende schacht en in de ribkop een naar beneden gericht pneumatisch foramen, opening voor de luchtzakken. Het schouderblad — dit is van het grotere exemplaar en heeft een bewaarde lengte van 98 centimeter — is onderaan sterk verbreed in een processus acromialis die een plotse hoek maakt maar geen fossa acromialis, groeve, heeft. De bovenrand en de onderrand van de schacht van het schouderblad heeft inspringingen. De borstbeenderen zijn halvemaanvormig en drie maal langer dan breed.

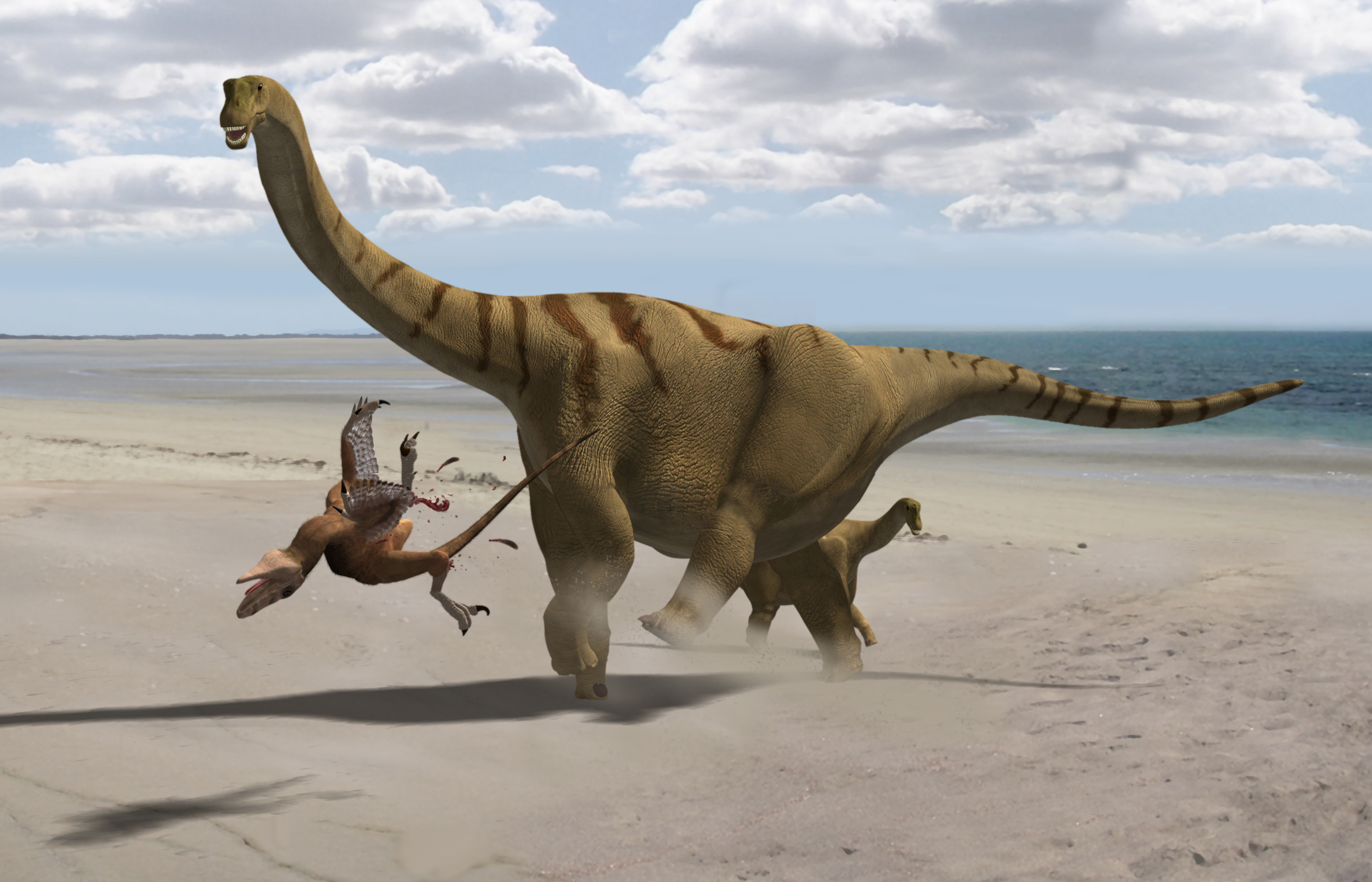
De programmatuur maakt het mogelijk de scène onder alle hoeken te bekijken

De vorm van het darmbeen is zeer bijzonder. De hoogte van het blad wijst op een krachtige musculatuur van de dijbeenspieren. Problematisch is echter waarom die zich alleen aan de voorkant zou voordoen, terwijl de achterkant zo slecht bedeeld is. Het zou kunnen dat het darmbeen fout geconstrueerd is want het fossiel bestaat uit drie losse stukken met een hiaat ertussen. Voor het geval de vorm correct geïnterpreteerd is, hebben de beschrijvers vier mogelijke verklaringen geopperd. De eerste is dat de functie van het achterblad is overgenomen door de retractorspieren die aan de staart vastzitten. In dat geval zou het voorblad het dijbeen optrekken en de staart hetzelfde bot naar achteren trekken. Het geheel van aanpassingen zou dan wijzen op een hogere loopsnelheid in het vrij droge terrein van de toenmalige habitat. De tweede hypothese is dat de achterpoten samen met de voorpoten extreem verlengd waren en Brontomerus de bouw had van een giraffe; het voorblad zou dan de langere voorwaartse pas aangedreven hebben, terwijl de afzet wat zwak was. De bouw van het schouderblad wijst inderdaad op eveneens krachtig gespierde armen. Een derde mogelijkheid is dat Brontomerus in staat was een speciaal krachtige voorwaartse schop uit delen, wellicht ter verdediging tegen roofdieren zoals een mogelijke verwant van de iets eerder in zijn gebied voorkomende Utahraptor of voor dominantiegevechten binnen de soort. De laatste suggestie is dat de abductorspieren die zorgen voor zijdelingse stabiliteit vergroot waren, wat nuttig kan zijn geweest voor een zich oprichten op de achterpoten.

## Fylogenie
De beschrijvers hebben een kladistische analyse uitgevoerd met als uitkomst dat Brontomerus basaal in de Titanosauriformes geplaatst was, binnen de Somphospondyli maar buiten de Lithostrotia. Deze positie was echter niet sterk ondersteund, een gevolg van het beperkte materiaal. De vondst van weer een nieuwe sauropode uit het vroege Krijt van Noord-Amerika, nadat sinds 1998 ook al Sonorasaurus Ratkevich 1998, Cedarosaurus Tidwell et alii 1999, Sauroposeidon Wedel et alii 2000, Venenosaurus Tidwell et alii 2001, Paluxysaurus Rose 2007 en Abydosaurus Chure et alii 2010 waren beschreven, zou een teken zijn dat de vermeende teruggang van de sauropoden in die periode zich in feite niet heeft voorgedaan en slechts een artefact is van een toevallig patroon van ontdekkingen.